# Попкорн Саттон
Марвін Попкорн Саттон (англ. Marvin Popcorn Sutton; 5 жовтня 1946, Меггі-Веллі — 16 березня 2009, Перроттсвілль) — американський самогонник та бутлегер.

## Життєпис
Марвін Саттон народився 5 жовтня 1946 року у містечку Меггі-Веллі, штат Північна Кароліна, де він виріс та провів все своє життя, яке присвятив улюбленій справі — виробництву самогону в лісовій місцевості регіону Аппалачі. Прізвисько «Попкорн» він отримав у 1970-х роках за напад з більярдним києм на несправний апарат з продажу попкорну. За своє шестидесятирічне життя він неодноразово мав проблеми з законом, але до серйозних вироків справа не доходила. Наприкінці 1990-х він видав автобіографічну книгу «Я та мій лікер», яку реалізовував у навколишніх крамницях, пізніше випустив відеокасети з рецептами та порадами самогонникам. Але відомим на всю країну зробили його зйомки у документальних фільмах, що розповідають про багату культуру місцевості Апалачі. У 2007 році в одному з будинків, що належали Саттону, сталася пожежа; прибувши, пожежники знайшли там 600 галонів приготованого до продажу самогону, за що місцевий суд присудив його до 18 місяців арешту умовно. У березні наступного року він продав 500 галонів самогону чиновнику ATF під прикриттям, заявивши, що має ще 400 галонів, прихованих у лісі. Було відкрите нове кримінальне провадження за незаконне виготовлення та розповсюдження спиртних напоїв, та володіння незареєстрованою зброєю. Через те, що термін умовного строку ще не сплив, суд виніс вирок у вигляді двох років позбавлення волі, але, враховуючи стан здоров'я Саттона, в якого діагностували рак, зменшив термін на пів року.

## Смерть
Після того, як суд виніс вирок у вигляді півторарічного позбавлення волі, Попкорн Саттон скоїв самогубство, отруївшись вихлопними газами власної автівки. Це сталося за декілька днів до того, як він повинен був піти до в'язниці; знайшла тіло Попкорна його дружина. Спочатку Саттона поховали на родинному цвинтарі в горах, але вже у жовтні того ж року тіло перепоховали у Перротсвіллі. Марвін заздалегідь підготував труну та могильний камінь, які зберігав в себе вдома. На могильному камені вибито ім'я та роки життя, та як епітафія — Popcorn Said Fuck You, що можна перекласти як Попкорн сказав: Та йдіть ви….

## Образ у популярній культурі
Про життя Попкорна Саттона було знято декілька документальних фільмів. Кантрі-співак Хенк Вільямс III присвятив Саттону пісню «Життя самогонника» зі свого альбому «Бунтівник всередині». Документальні кадри, зняті за життя Марвіна, були показані у першому сезоні популярного шоу «Самогонники» телеканалу «Діскавері».

## Компанія
Після смерті Саттона його дружина, спільно з Хенком Вільямсом молодшим, зареєструвала компанію «Popcorn Sutton Distilling LLC» з виробництва та розповсюдження віскі, виготовленого за родинними рецептами Саттона. У грудні 2016 року лікеро-горілчаний завод був проданий компанії Sazerac, але права на бренд та рецепти залишилися у власності родини.